# Forst- und Jagdmuseum Ferdinand von Raesfeld
Das Forst- und Jagdmuseum Ferdinand von Raesfeld ist ein Museum der Jagd- und Forstkunde im Landkreis Vorpommern-Rügen in Mecklenburg-Vorpommern (Deutschland). Es ist nach Ferdinand von Raesfeld, einem preußischen Forstmeister, Jäger und Autor von Standardwerken der deutschsprachigen Jagdliteratur benannt. Sein Leben und Wirken ist ebenfalls Bestandteil des Museums.

## Lage und Geschichte
Das Museum befindet sich in der Chausseestraße 64 in Born a. Darß. Es wurde 1996 im ehemaligen, denkmalgeschützten Forstamt der Alten Oberförsterei der Gemeinde eingerichtet.
An der Stelle des Forsthauses soll sich ursprünglich ein Jagdhaus der Herzöge von Pommern befunden haben. In der Schwedenzeit wurde es Sitz des Oberförsters. Nach August von Wehrs, der sich auf Berichte seines Schwiegervaters, des Oberförsters Niemann berief, sollen sich während des Großen Nordischen Krieges 1712 Zar Peter I., August der Starke und König Friedrich IV. von Dänemark zwei Wochen im Jagdhaus aufgehalten haben. Auch soll Stanislaus I. Leszczyński das Jagdhaus einige Zeit bewohnt haben, bevor er ins Exil nach Frankreich ging. Nachdem das alte, inzwischen baufällige Jagdhaus eingestürzt war, wurde 1780 im Auftrag des Generalgouverneurs Friedrich Wilhelm von Hessenstein ein neues Forsthaus errichtet.

## Sammlung
Im Vorraum des Museums werden Karten und Bilder gezeigt, die das Museum in seinen historischen Zusammenhang stellen. Weiterhin wird die Geschichte der Gewinnung von Harz aufgezeigt. Der Raum I befasst sich mit der Forstgeschichte und stellt die Lebensläufe der Oberförster aus der Region seit 1815 dar. Ein Schwerpunkt ist das Leben von Ferdinand von Raesfeld. So werden beispielsweise Erstausgaben seiner Bücher gezeigt. Der Raum II zeigt Präparate von Wildtieren wie Waschbären, Dachsen oder Rohrdommeln. Weiterhin informiert der Raum über den Revierverwalter und Forstmeister Franz Mueller-Darß, der in der Region von 1923 bis 1945 arbeitete. In der angebauten Scheune befinden sich eine fast vollständige Abwurfreihe eines Hirsches, die der Revierförster Klaus Gadow sammelte. Daneben sind Rothirschtrophäen sowie Rehgehörne, darunter ein Perückenbock von 1914, zu sehen. Eines dieser Geweihe wurde von einer internationalen Trophäenkommission mit einer Goldmedaille ausgezeichnet. In ehemaligen Seitenteil der Scheune, dem Bansen, wird ein Ganzkörperpräparat von zwei Hirschen gezeigt, die sich im Brunftkampf befinden. Jagdzeitschriften berichten, dass dieses Präparat in „Art und Weise des Verkämpfseins in Europa einmalig sei“. Im Hintergrund sind dazu Brunftgeschrei und eine von Raesfeld-Fanfare zu hören, die vom Dorstener Fabian Müller komponiert und vom Leipziger Orchester gespielt wurden. Daneben werden in einer Ausstellung mit dem Titel „Sägen im forstlichen Einsatz“ verschiedene Zugsägen, Zwei-Mann-Motorkettensägen aus 1941 und andere Exponate gezeigt.